# Cateterismo cardíaco derecho

Diagrama del catéter de la arteria pulmonar in situ. 1. Luz proximal, 2. Termistor, 3. Luz de inflado del globo, 4. Luz distal. A. Vena cava superior, B. Aurícula derecha, C. Ventrículo derecho, D. Arteria pulmonar.

El cateterismo cardíaco derecho o cateterización de Swan-Ganz es un procedimiento médico en el que se pasa una sonda delgada hasta el lado derecho del corazón con el fin de monitorizar el paso de sangre a través del corazón y vigilar la función cardíaca en pacientes muy enfermos. Este catéter permite realizar medidas de las presiones
en la aurícula derecha, ventrículo derecho, arteria pulmonar, también de manera indirecta permite medir la presión venocapilar pulmonar, de la aurícula izquierda y ventrículo izquierdo en diástole mediante la presión de cuña o enclavamiento (presión en una rama de la arteria pulmonar). Esta presión es un buen marcador de la precarga. Además, mediante este catéter se puede obtener sangre venosa mixta (justo antes de oxigenarse) y no medir el gasto cardiaco.

## Descripción
El catéter Swan-Ganz mide 1,5 metros. Consta de varias luces internas, teniendo un orificio terminal, a través del que se miden las presiones existentes; otra punta también permeable termina en un globo hinchable localizado en la porción terminal del catéter; en la misma porción terminal existe un cable termistor (termómetro), que detecta los cambios de temperatura de la sangre a ese nivel ;y una cuarta luz termina en un orificio que se queda emplazado a la altura de la aurícula derecha, y que tiene dos funciones: medir la Presión Venosa Central e inyectar el suero frío para realizar la medición del gasto cardíaco mediante la técnica de termodilución.
El catéter consta de cuatro luces:
1. Luz Proximal, cuya salida se encuentra en la aurícula derecha o la vena cava superior.
2. Luz Distal, cuya punta se encuentra en la arteria pulmonar. Nos sirve para medir la presión en la arteria pulmonar y la administración de vasodilatadores.
3. Luz conectada a un globo distal, cuya insuflación, sólo de forma puntual, nos mide la presión capilar pulmonar o presión de enclavamiento.
4. Luz para la medición del Gasto Cardíaco mediante el método de Fick o de termodilución.

## Procedimiento
El cateterismo cardíaco derecho se realiza en un laboratorio especializado o bien en la unidad de cuidados intensivos de un hospital. De no estarlo ya, el paciente es sedado para ayudarle a relajarse y se aplica un anestésico local, por lo general, en la piel del cuello o de la ingle. La inserción inicial se realiza con un bisturí quirúrgico estéril y se inserta el catéter, que es una sonda hueca a través de la incisión hasta penetrar una vena de gran calibre. El catéter es luego arrastrado por la sangre hasta la aurícula derecha a través de las válvulas tricúspide y pulmonar hasta que se ubique dentro de la arteria pulmonar. Una vez dentro de la arteria pulmonar, el catéter debe discurrir por sus ramas de bifurcación hasta que quede encallado en un capilar pulmonar. Para que la medida sea fiable, el catéter debe colocarse en la zona 3 de WEST debido a que en las zonas 1 y 2 mide la presión alveolar. Si la medida de presión no oscila con la respiración del paciente, el catéter está en el sitio adecuado.
Cabe destacar que el catéter se suele introducir por la vena yugular o por la subclavia. La sangre arrastrará el globo por la vena cava. Cuando llega a la vena cava, se infla el globo para hacer una medición de la presión, que en este punto será una curva de presión venosa. De esta manera se sabe si nos encontramos en vena o en aurícula derecha. En el momento en que la curva de presión ascienda, se deduce que nos encontramos en el ventrículo derecho. De manera que si seguimos empujando nos encontraremos en la arteria pulmonar. En este punto tenemos que seguir empujando hasta que la "bola" queda atascada, lo que significa que estaremos viendo la curva de presión correspondiente a la aurícula izquierda ya que desde el capilar pulmonar hasta la aurícula correspondiente no hay válvula alguna.
No es recomendable que el paciente esté cateterizado más de 5 días.
Durante el procedimiento, el ritmo cardíaco del paciente se vigila constantemente con un electrocardiograma (ECG). El acceso venoso a través de la disección de una vena, es poco usado actualmente, salvo que se trate de un niño.

### Valores normales
Los valores hemodinámicos obtenidos con un catéter de Swan-Ganz son, con ligeras variaciones entre una fuente y otra:
- La presión sistólica de la arteria pulmonar es de 15 a 30 mmHg.
- La presión promedio de la arteria pulmonar es de 9 a 17 mmHg.
- La presión diastólica pulmonar es de 5 a 12 mmHg
- La presión de enclavamiento capilar pulmonar es de 6 a 12 mmHg. Si es alta, indica edema hidrostático. Si rebasa el umbral de 18 mmHg, empiezan a manifestarse síntomas como la disnea.
- La presión de la aurícula derecha es de 0 a 8 mmHg.

## Indicaciones
El procedimiento se realiza para monitorizar la circulación sanguínea y el gasto cardíaco en personas que presentan:
- Insuficiencia cardíaca
- Shock
- Regurgitación de las válvulas cardíacas
- Cardiopatía congénita[5]
- Quemaduras
- Enfermedad renal
- Hipertensión pulmonar
- Infarto agudo de miocardio
- Tamponamiento cardíaco
- Miocardiopatía restrictiva

El cateterismo de Swan-Ganz también se usa con fines terapéuticos, por ejemplo, para suministrar aporte de fluidos, o la colocación de un catéter marcapasos transitorio.

## Limitaciones de uso
1. Es un método muy invasivo y tiene riesgo de complicación alto. Pueden producirse trombosis alrededor del tubo o infecciones por anidación de gérmenes.
2. Debe estar colocado en la zona 3 de West para que la medida sea fiable
3. Las lecturas son difíciles de interpretar.
4. El paciente no debe estar cateterizado más de 5 días

## Polémica sobre su uso
En 1996, Connors et al publicaron el resultado de un estudio multicéntrico no aleatorizado y retrospectivo con la inclusión de 5.735 pacientes ingresados en unidades de cuidados intensivos, y concluyeron que los pacientes monitorizados con catéter de SG presentaron mayor mortalidad y consumo de recursos. Esta publicación se basaba en datos recogidos en parte en el estudio SUPPORT, que se diseñó para mejorar la decisión tomada en el proceso final de la enfermedad y reducir la futilidad terapéutica, y en el que incluían a pacientes con una mortalidad estimada a los 6 meses del 47%. Los pacientes monitorizados con catéter de SG presentaban un aumento de mortalidad durante la hospitalización, excepto el grupo con fallo cardíaco. También evidenció diferencias en la práctica clínica entre centros y profesionales. La recogida de datos se realizó entre 1989 y 1994 en 5 hospitales americanos y se incluyeron pacientes con una o más de las siguientes categorías diagnósticas: insuficiencia respiratoria aguda, enfermedad obstructiva crónica, fallo cardíaco congestivo, cirrosis, coma no traumático, cáncer de colon con metástasis hepática, cáncer de pulmón no de "células pequeñas" (estadio III o IV) y fallo multiorgánico o sepsis.
En 1997 se publicó el resultado de una conferencia de consenso que concluyó que los estudios realizados presentaban una baja base científica. No se establecieron recomendaciones restrictivas del uso del catéter de SG.
Posteriormente al estudio observacional de Connors et al, se realizaron 3 metaanálisis con los ensayos disponibles hasta el momento. En este último se observó una tendencia en la reducción de la mortalidad. En ninguno de los estudios incluidos, la indicación del catéter de SG se había hecho de una manera estrictamente aleatorizada. No se encontraron diferencias de mortalidad ni se acortaron las estancias hospitalarias en relación con el uso del catéter de SG. Por el contrario, se observó un aumento en la morbilidad con un mayor empleo de fármacos inotrópicos y vasodilatadores.